# Chromadoropsis vivipara
Chromadoropsis vivipara is een rondwormensoort. De wetenschappelijke naam van de soort is voor het eerst geldig gepubliceerd in 1907 door de Man.